# Onésime Boucheron
Onésime Boucheron (Meung-sur-Loire, 10 de febrer de 1904 - Blois, 2 de juny de 1996) va ser un ciclista francès, que fou professional entre 1926 i 1938. Va competir principalment en el ciclisme en pista.

## Palmarès
- 1926
  -  Campió de França dels aspirants
- 1927
  - 1r al Circuit de Boussac
- 1928
  - 1r als Sis dies de París (amb Alessandro Tonani)
- 1930
  - 1r al Premi Dupré-Lapize (amb Armand Blanchonnet)